# سیدنی تفلر
سیدنی تفلر (انگلیسی: Sydney Tafler؛ ۳۱ ژوئیهٔ ۱۹۱۶ – ۸ نوامبر ۱۹۷۹) یک هنرپیشه اهل بریتانیا بود.
از فیلم‌ها یا برنامه‌های تلویزیونی که وی در آن نقش داشته است می‌توان به جاسوسی که دوستم داشت، الفی اشاره کرد.